# Полю гате
По́лю га́те (латыш. Poļu gāte) — короткая улица в Риге, в историческом районе Старый город. Ведёт от улицы Пилс к набережной 11 Ноября. Длина улицы — 93 метра.

## История
Одна из «новых» улиц Старой Риги. Проложена в 1863 году после сноса крепостных валов, образовав новый выход с Замковой площади на набережную Даугавы. По соседству с церковью Скорбящей Богоматери получила название Церковный выезд (латыш. Baznīcas izbrauce), затем Католический (Католю) выезд (1900), в 1923 году стала назваться Католю гате.
В 1950 году была названа улицей Туристу. В 1987 году получила своё нынешнее название.

## Достопримечательности
- Всю северную сторону улицы занимает комплекс Церкви Скорбящей Богоматери.
- Угловой д. 7 по улице Пилс — жилой дом (1790, архитектор Кристоф Хаберланд, перестроен в 1893 году по проекту архитектора Эдмунда фон Тромповского)